# Setirostris eleryi
Setirostris eleryi is een vleermuis uit het geslacht Setirostris die van slechts enkele exemplaren uit het zuiden van het Noordelijk Territorium en uit Midden-Queensland (Australië) bekend is.

## Kenmerken
De vleermuis is een kleine, fragiele Mormopterus met een harige, lange, smalle neus. De vacht is grijs tot zandbruin. De kop-romplengte bedraagt 41 tot 50 mm, de staartlengte 28 tot 32 mm, de voorarmlengte 32 tot 35,3 mm en het gewicht 5 tot 6 g.